# Чха Ду Рі
Чха Ду Рі (кор. 차두리, нар. 25 липня 1980, Франкфурт-на-Майні) — південнокорейський футболіст, що грав на позиції захисника.
Виступав, зокрема, за клуби «Айнтрахт» та «Селтік», а також національну збірну Південної Кореї.

## Клубна кар'єра
Народився 25 липня 1980 року в місті Франкфурт-на-Майні, де у той час його батько Чха Бом Гин виступав у німецькій Бундеслізі за «Айнтрахт», а пізніше — за «Баєр 04». Ду Рі залишався жити в Західній Німеччині, поки не повернувся в рідну країну, коли йому було десять років.
Ча грав у футбол в команді Університету Корьо, після чого повернувся до Німеччини, підписавши контракт з клубом «Баєр 04», до якого приєднався 28 липня 2002 року. Тим не менш до першої команди кореєць пробитись не зумів і протягом сезону 2002/03 років на правах оренди захищав кольори «Армінії» (Білефельд).
Влітку 2003 року приєднався також на правах оренди до клубу «Айнтрахт», який по завершенні сезону підписав з гравцем повноцінний контракт. Всього Чха відіграв за франкфуртський клуб три сезони своєї ігрової кар'єри, один з яких (2004/05) — у Другій Бундеслізі. Більшість часу, проведеного у складі «Айнтрахта» (Франкфурт-на-Майні), був основним гравцем захисту команди.
14 травня 2006 року після закінчення контракту на правах вільного агента підписав контракт з клубом «Майнц 05», де змінив свою позицію нападника на правого вінгера. Але протягом усього сезону він не міг повноцінно грати в зв'язку з травмою ноги, яка завадила йому отримувати достітній ігровий час. За підсумками сезону 2006/07 «Майнц» вилетів у Другу Бундеслігу, після цього Чха розірвав договір.
Перед сезоном 2007/08 року Чха в статусі вільного агента підписав контракт з «Кобленцом» з Другої Бундесліги . У «Кобленці» грав на раніше не знайомих йому позиціях правого півзахисника і вінгера, а також другого нападника і центрфорварда.
Після двох років виступів за «Кобленц», Чха Ду Рі покинув клуб і підписав 2-річний контракт з «Фрайбургом», де провів наступний сезон.
2 липня 2010 року Чха Ду Рі на правах вільного агента підписав 2-річний контракт з «Селтіком» з можливістю продовження ще на рік. Дебют корейця в першому складі «кельтів» відбувся 28 липня 2010 року, коли в рамках 3-го кваліфікаційного раунду Ліги чемпіонів глазговці зустрічалися з португальською «Брагою» (0:3). Всього у складі «кельтів» провів два сезони, вигравши по одному чемпіонату і Кубку Шотландії.
8 червня 2012 року Чха Ду Рі підписав контракт з дюссельдорфською «Фортуною» на 2 роки, проте вже 13 лютого 2013 року покинув клуб через травми.
Завершив професійну ігрову кар'єру у «Сеулі», за команду якого виступав протягом 2013—2015 років і у останньому сеоні виграв з командою Кубок Південної Кореї, після фіналу якого оголосив про кінець своєї кар'єри.

## Виступи за збірну
2001 року дебютував в офіційних матчах у складі національної збірної Південної Кореї. Чха помітив Гус Гіддінк, коли його збірна грала товариський матч з командою Університету Корьо. Сильний і агресивний Чха все ще грав в аматорському футболі, коли його запросили в національну збірну. У наступному році збірна Південної Кореї здивувала футбольний світ, пройшовши до півфіналу домашнього чемпіонату світу 2002 року, а Чха Ду Рі зіграв у чотирьох матчах. Стільки ж ігор молодий нападник зіграв і на Золотому кубка КОНКАКАФ 2002 року у США, де корейці були присутні як запрошена збірна і зайняли четверте місце.
Через два роки на кубку Азії з футболу 2004 року у Китаї Чха також поїхав на турнір, забивши гол у грі проти Кувейту, а його збірна вилетіла в чвертьфіналі після поразки 3:4 від Ірану.
Після цього Чха не потрапив до списку гравців, які поїхали в складі збірної Південної Кореї на чемпіонат світу 2006 року, замість цього він коментував ігри турніру на телеканалі MBC разом зі своїм батьком. Пізніше новий головний тренер Південної Кореї Пім Вербек додав Чха Ду Рі в команду в кваліфікацію на Кубок Азії 2007 року, проте на фінальний турнір Чха таки не поїхав.
14 жовтня 2009 року Чха був викликаний в збірну на матч з Сенегалом. Це був перший виклик у збірну Південної Кореї з 2006 року . Це дозволила гравцю в подальшому поїхати на чемпіонат світу 2010 року у ПАР та кубок Азії 2011 року у Катарі, на якому команда здобула бронзові нагороди. Після цього Чха не був включений до заявки на чемпіонат світу 2014 року.
Останнім великим турніром Чха став кубок Азії 2015 року в Австралії, на якому Південна Корея дійшла до фіналу. Після програної фінальної гри господарям австралійцям (1:2), Чха Ду Рі заявив про завершення кар'єри у збірній.
Тим не менше Чха був викликаний для останнього міжнародного матчу в товариському матчі проти збірної Нової Зеландії, де він отримав овацію після його заміни в другому таймі. Всього протягом кар'єри у національній команді, яка тривала 15 років, провів у формі головної команди країни 75 матчів, забивши 4 голи.

## Статистика

### Клубна
| Чемпіонат      | Чемпіонат               | Чемпіонат        | Ліга | Ліга | Кубок                 | Кубок                 | Кубок ліги              | Кубок ліги              | Континент. змаг. | Континент. змаг. | Всього | Всього |
| Сезон          | Клуб                    | Ліга             | Ігри | Голи | Ігри                  | Голи                  | Ігри                    | Голи                    | Ігри             | Голи             | Ігри   | Голи   |
| Німеччина      | Німеччина               | Німеччина        | Ліга | Ліга | Кубок Німеччини       | Кубок Німеччини       | Кубок німецької ліги    | Кубок німецької ліги    | Європа           | Європа           | Всього | Всього |
| -------------- | ----------------------- | ---------------- | ---- | ---- | --------------------- | --------------------- | ----------------------- | ----------------------- | ---------------- | ---------------- | ------ | ------ |
| 2002/03        | «Армінія» (Білефельд)   | Бундесліга       | 22   | 1    | 2                     | 0                     | -                       | -                       | -                | -                | 24     | 1      |
| 2003/04        | «Айнтрахт»              | Бундесліга       | 31   | 1    | 2                     | 0                     | -                       | -                       | -                | -                | 33     | 1      |
| 2004/05        | «Айнтрахт»              | Друга Бундесліга | 29   | 8    | 3                     | 1                     | -                       | -                       | -                | -                | 32     | 9      |
| 2005/06        | «Айнтрахт»              | Бундесліга       | 27   | 3    | 3                     | 0                     | -                       | -                       | -                | -                | 30     | 3      |
| 2006/07        | «Майнц 05»              | Бундесліга       | 12   | 0    | 1                     | 0                     | -                       | -                       | -                | -                | 13     | 0      |
| 2007/08        | «Кобленц»               | Друга Бундесліга | 28   | 1    | 0                     | 0                     | -                       | -                       | -                | -                | 28     | 1      |
| 2008/09        | «Кобленц»               | Друга Бундесліга | 33   | 2    | 1                     | 0                     | -                       | -                       | -                | -                | 34     | 2      |
| 2009/10        | «Фрайбург»              | Бундесліга       | 23   | 1    | 2                     | 0                     | -                       | -                       | -                | -                | 25     | 1      |
| Шотландія      | Шотландія               | Шотландія        | Ліга | Ліга | Кубок Шотландії       | Кубок Шотландії       | Кубок шотландської ліги | Кубок шотландської ліги | Європа           | Європа           | Всього | Всього |
| 2010/11        | «Селтік»                | Прем'єр-ліга     | 17   | 1    | 1                     | 0                     | 1                       | 0                       | 3                | 0                | 22     | 1      |
| 2011/12        | «Селтік»                | Прем'єр-ліга     | 14   | 1    | 1                     | 0                     | 2                       | 0                       | 4                | 0                | 21     | 1      |
| Німеччина      | Німеччина               | Німеччина        | Ліга | Ліга | Кубок Німеччини       | Кубок Німеччини       | Кубок німецької ліги    | Кубок німецької ліги    | Європа           | Європа           | Всього | Всього |
| 2012/13        | «Фортуна» (Дюссельдорф) | Бундесліга       | 10   | 0    | 1                     | 0                     | -                       | -                       | -                | -                | 11     | 0      |
| Південна Корея | Південна Корея          | Південна Корея   | Ліга | Ліга | Кубок Південної Кореї | Кубок Південної Кореї | Кубок Ліги              | Кубок Ліги              | Азія             | Азія             | Всього | Всього |
| 2013           | «Сеул»                  | К-Ліга           | 30   | 0    | 0                     | 0                     | -                       | -                       | 5                | 0                | 35     | 0      |
| 2014           | «Сеул»                  | К-Ліга           | 28   | 0    | 4                     | 0                     | -                       | -                       | 12               | 0                | 44     | 0      |
| 2015           | «Сеул»                  | К-Ліга           | 24   | 2    | 3                     | 0                     | -                       | -                       | 8                | 0                | 35     | 2      |
| Всього         | Всього                  | Всього           | 328  | 21   | 24                    | 1                     | 3                       | 0                       | 32               | 0                | 387    | 22     |

### Голи за збірну
| № | Дата           | Місце проведення | Суперник          | Підсумковий результат | Змагання                  |
| - | -------------- | ---------------- | ----------------- | --------------------- | ------------------------- |
| 1 | 20 квітня 2002 | Тегу             | Коста-Рика        | 2:0                   | Товариський матч          |
| 2 | 18 лютого 2004 | Сувон            | Ліван             | 2:0                   | Відбірковий матч ЧС-2006  |
| 3 | 14 липня 2004  | Сеул             | Тринідад і Тобаго | 1:1                   | Товариський матч          |
| 4 | 27 липня 2004  | Цзінань          | Кувейт            | 4:0                   | Кубок Азії з футболу 2004 |

## Титули і досягнення
- Чемпіон Шотландії (1):

«Селтік»: 2011–12
- Володар Кубка Шотландії (1):

«Селтік»: 2010–11
- Володар Кубка Південної Кореї (1):

«Сеул»: 2015
- Срібний призер Кубка Азії: 2015
- Бронзовий призер Кубка Азії: 2011

### Індивідуальні
- У символічній збірній Кубка Азії: 2011, 2015
- У символічній Чемпіонату Південної Кореї: 2014, 2015

## Особисте життя
Чха Ду Рі — син Чха Бом Гина, який вважається найкращим футболістом Азії за весь час.
Чха одружився  2008 році на своїй дружині Шин Хе Сун (신혜성), дочці багатого власнику готелю. Їх дочка, перша з двох дітей, народилася в лютому 2010 року, а в 2011 році – син. В серпні 2012 року Чха і його дружина розійшлися після того як з'ясувалося, що його дружина не бажає жити в Німеччині після його переїзду в «Фортуну».
Він говорить, читає і пише корейською, німецькою і нідерландською мовами  (останню вивчав у Гуса Хіддінка).